# Marimakalahalli, Chik Ballapur
Marimakalahalli là một làng thuộc tehsil Chik Ballapur, huyện Kolar, bang Karnataka, Ấn Độ.